# Sportovec roku IWGA
Sportovec roku je mezinárodní ocenění Mezinárodní asociace Světových her (anglicky Athlete of the Year), které je vyhlašováno ve veřejné mezinárodní internetové anketě pořádané během ledna následujícího roku. Hlasovat je možné do 31. ledna jednou denně.

## Vítězové ankety

### 2013
První ročník ankety, ve stejném roce se také konaly IX. Světové hry v Cali. Z deseti nominovaných sportovců zvítězil německý záchranář Marcel Hassemeier s 21 871 hlasy, který získal 4 zlaté a jednu stříbrnou medaili.

#### Tým roku 2013
Z deseti týmů získal nejvíce hlasů (16 744) smíšený tým z USA.

### 2014
Ocenění Sportovec roku 2014 získal Adam Ondra ( Česko) s 4 729 hlasy, sportovec měsíce srpna 2014, dvojnásobný Mistr světa ve sportovním lezení na obtížnost a v boulderingu z roku 2014.
Nominováno bylo celkem devět sportovců. Druhá v pořadí s 3 268 hlasy se umístila peruánská mistryně v Muay Thai na MS v Malajsii 2014 - Valentina Shevchenko, sportovec měsíce května 2014. Na třetím místě se umístil italský taneční pár Nino Langella a Khrystyna Moshenska s 2 412 hlasy, sportovci měsíce října 2014, kteří zvítězili na mistrovství světa pořádané v Ostravě.

### 2015
Zvítězila africká netbalistka z Malawi Mwai Kumwenda s 17 910 hlasy. Na druhém místě se umístil smíšený německý tým ve frisbee s 9 168 hlasy. Na třetím místě ruský taneční pár Dmitry Zharkov a Olga Kulikova s 7 722 hlasy. Na čtvrtém místě skončil polský pilot Sebastian Kawa s 6 655 hlasy.
Pátý, mezi osmnácti nominovanými sportovci skončil Libor Hroza ( Česko) s 1 871 hlasy, světový rekordman ve sportovním lezení na rychlost, jediný český a dvojnásobný Mistr Evropy ve sportovním lezení (na rychlost), Vicemistr světa, čtyřnásobný vítěz a pětinásobný medailista v prestižním závodu Rock Master pořádaném v italském Arcu, několikanásobný stříbrný medailista ze světového poháru a Mistr ČR v této disciplíně.